# Achandara (Gulripshi)
Achandara (en georgiano: აჭანდარა; en abjasio: Аҷандара) es una aldea que pertenece a la parcialmente reconocida República de Abjasia, parte del distrito de Gulripshi, aunque de iure pertenece al municipio de Gulripshi de la República Autónoma de Abjasia de Georgia.

## Geografía
Achandara se encuentra en las estribaciones de los montes de Abjasia, en la orilla derecha del río Amtkeli. La aldea se administra desde el pueblo de Tsebelda. 

## Demografía
La evolución demográfica de Achandara entre 1959 y 1989 fue la siguiente:
| 84                                                  | 5 |
| (Fuente: Population of Abkhazia since Soviet times) |   |

Antes de la guerra de Abjasia, la mayoría de la población local eran armenios.